# Hoofdwacht

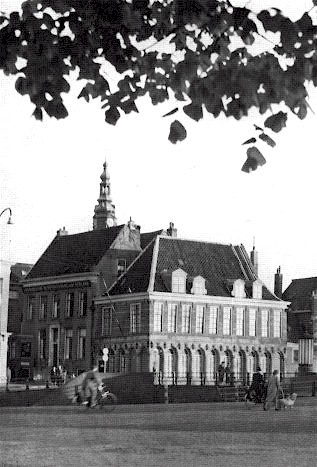
Corps de Garde in Groningen, 1930, een van de Groningse panden die deze functie heeft gehad

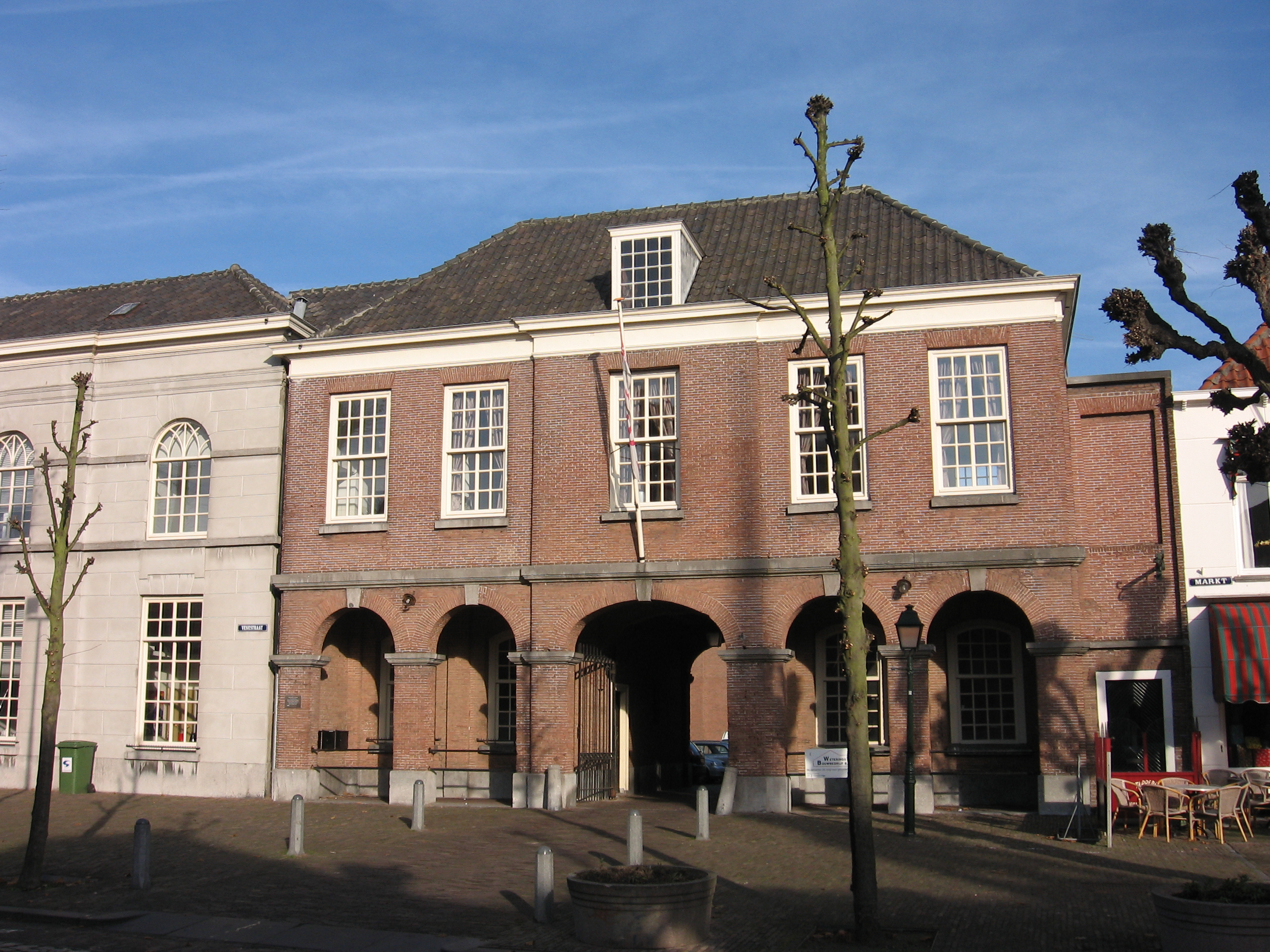
De hoofdwacht aan de Markt in Geertruidenberg

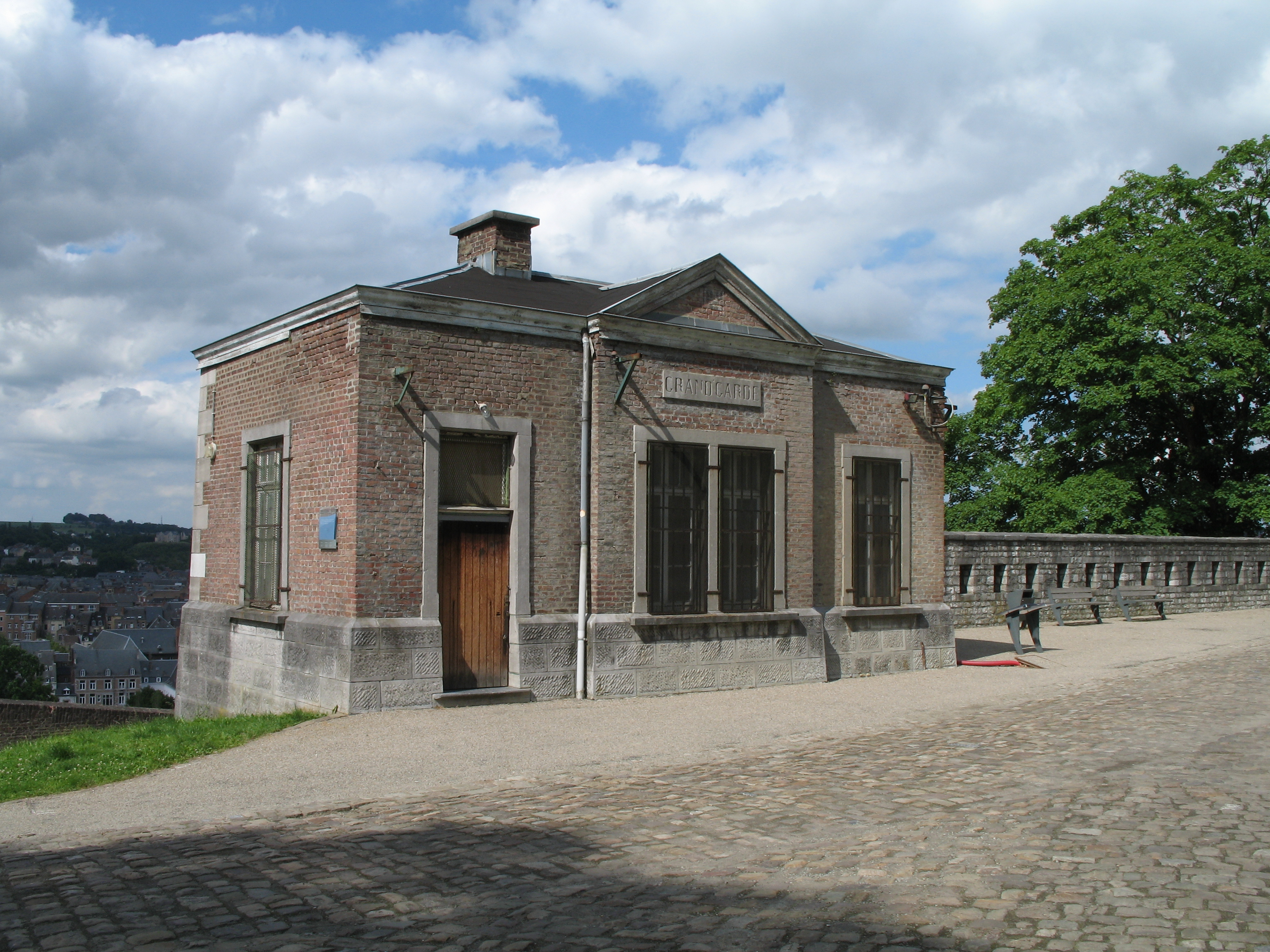
Grande Garde van de citadel van Namen

(De) hoofdwacht of Grande Garde is een aanduiding voor een centrale post, een gebouw van waaruit schutterijen of andere veiligheidsdiensten hun wachtrondes konden maken. Er waren ruimtes voorzien voor bevelvoerders en eventueel voor andere functies die met ordehandhaving samenhingen, bijvoorbeeld cachotten. Bij gebouwen die tegenwoordig nog onder deze term bekend zijn, wordt hoofdwacht gewoonlijk als een eigennaam opgevat en dus met een hoofdletter geschreven. De term Corps de Garde die ook wel gebruikt wordt, kan betrekking hebben op een veel ruimere groep wachthuizen, tot bouwsels toe die niet meer zijn dan abri's.
Hoofdwacht was een generieke naam, dus in veel Nederlandse vestingsteden werden gebouwen aldus benoemd. De naam werd veelal in de wandeling toegekend aan het belangrijkste wachtlokaal van een stad of streek, ook buiten Nederland. In België hebben bijvoorbeeld Gent en Antwerpen een nog bestaande Hoofdwacht.
Het zijn niet noodzakelijkerwijs grote gebouwen die als hoofdwacht door het leven gingen. Een foto van de hoofdwacht in het Indonesische Banja-Biroe toont een gebouwtje dat qua formaat en opzet (een bouwlaag met plat dak) te vergelijken is met een tankshop, uiteraard met een heel andere bouwstijl. Er is wel een zuilengalerij, een veelvoorkomend element bij hoofdwachten.

## Tastbare bewijzen
In veel steden zijn gebouwen of andere tastbare bewijzen van hoofdwachten overgebleven. Onderstaand een onvolledig overzicht dat vooral op Nederland betrekking heeft.
- Antwerpen: Hoofdwacht.
- Brielle: De Hoofdwacht - Gebouwd in 1789 naar ontwerp van Johan van Westenhout. Later werd er horeca in gevestigd.
- Den Haag: Hoofdwacht - Gelegen aan het Buitenhof, oorspronkelijk uit 1549. Het gebouw kreeg haar huidige vorm grotendeels in de tweede helft van de achttiende eeuw. Het is onder meer in gebruik geweest bij de Haagse schout en zijn dienders en de ruiterij van het Haagse Garnizoen.
- Deventer - In Deventer was de hoofdwacht van 1568 tot circa 1840 in de voorzijde van de Waag (gebouwd in 1528-1531) ondergebracht.[3] Het gebouw werd daarom ook wel aangeduid als Waag en Hoofdwagt.
- Frankfurt am Main: Hauptwache - Gebouwd in 1729-1730.
- Geertruidenberg: Hoofdwacht
- Gent: Hoofdwacht - Gebouwd in 1738-1739. Het pand vormt sinds 1901 de Handelsbeurs, samen met het naastgelegen pand van de voormalige feestzaal l'Union. Gerestaureerd in 2000.[4]
- Gorinchem: Hoofdwacht - Gebouwd in 1792, volgens hetzelfde ontwerp als de hoofdwacht in Brielle. Later is het onderdak gaan bieden aan horeca.
- Grave: Hoofdwagt - Gebouwd in 1699 als vleeshal[5] op de fundamenten van het doodgravershuis, op een voormalig kerkhof. In archieven is het originele, handgeschreven bouwbestek teruggevonden wat vrij uitzonderlijk is. De straat waar het pand aan staat, in het verlengde van de Markt, heeft haar naam ontleend aan deze Hoofdwagt. Direct tegenover de Hoofdwagt staat het oude stadhuis, en naast het pand staat de grote of St. Elisabethkerk. Daarmee bevonden de kerkelijke, burgerlijke en militaire macht zich op slechts enkele tientallen meters van elkaar.
- Groningen: Hoofdwacht - Vanaf circa 1634 tot 1836 was de hoofdwacht gevestigd op de hoek van het Lopende Diep en de Oude Boteringestraat. Het pand heeft nadien vele functies gehad; in 1991 is er horeca gevestigd ("Hotel Corps de Garde"). Vanaf 1841 was de hoofdwacht bij de Martinikerk gevestigd (ook Corps du Garde of het Olde Rechthuis genoemd). De hoofdwacht bij de Martinikerk is in 1945 in vlammen opgegaan en in 1956 afgebroken.
- Haarlem: Hoofdwacht - Het gebouw werd vermoedelijk in de 13e eeuw gebouwd, en is vanaf 1765 in gebruik genomen als hoofdwacht voor de schutterij. Sinds 1919 is het de thuisbasis van de Historische Vereniging Haerlem die het ook openstelt voor bezichtiging. Gerestaureerd in de jaren 90 van de twintigste eeuw.
- Hellevoetsluis - In Hellevoetsluis is een straat genaamd Hoofdwachtstraat.
- 's-Hertogenbosch: Hoofdwacht - De hoofwacht was gevestigd in De Leeuwenborgh. Het pand werd na 1671 als hoofdwacht gebruikt; vanaf 1869 was het postkantoor. Eronder ligt een vrijwel authentieke 16e-eeuwse gotische gewelvenkelder die het hotel aanduidt als De Hoofdwacht.[6]
- Leeuwarden: Hoofdwacht - Gebouwd in 1845. In het eind van de 20e eeuw is het door de gemeente aangekocht en in gebruik genomen als raadszaal van de gemeenteraad.
- Maastricht: Hoofdwacht - Gebouwd in 1773-1774. Bij de overdracht aan de gemeente in 2006 heeft Defensie bedongen dat het gebouw een publieke functie moet hebben.[7]
- Nijmegen: Vanaf de bouw  van de Waag aan de Grote Markt in 1612 is de bovenverdieping tot 1885 in gebruik geweest als hoofdwacht. De naam Achter de Hoofdwacht van de straat aan de westzijde van het gebouw herinnert aan dat verleden. De Waag staat op de hoek van deze straat en de Grote Markt. Nu onder andere horeca.
- Bad Nieuweschans: Hoofdwacht.
- Stevensweert: Hoofdwacht - Het gebouwtje, dat niet meer als Hoofdwacht bekend staat, bevindt zich op de markt in Stevensweert. Het staat vrijwel in het midden van het stervormige stratenpatroon, zodat vrijwel de hele vesting te overzien was (Panopticisme).
- Willemstad: Hoofdwacht - In Willemstad, de hoofdstad van Curaçao, ligt aan het Wilhelminaplein in de wijk Punda de voormalige hoofdwacht van politie. Een restauratie werd in 2001 aangekondigd, in de Nederlandse rijksbegroting 2004 was er nog twee miljoen euro voor gereserveerd.
- Zwolle: Hoofdwacht.

## Ander gebruik van de term
De term hoofdwacht wordt nog wel voor hedendaagse politieposten en dergelijke gebruikt. Ook zijn er wel personen aangeduid als hoofdwacht, bijvoorbeeld een commandant van de schutterij. Ten slotte wordt de aanduiding ook gebezigd voor bijvoorbeeld de (hoofd)nachtzuster in een verzorgingstehuis. Al deze betekenissen komen slechts incidenteel voor.